# 紋別市立潮見小学校
紋別市立潮見小学校（もんべつしりつ しおみしょうがっこう）は、北海道紋別市潮見町3丁目にある市立小学校。

## 沿革
- 1950年（昭和25年）
  - 1月21日 - 紋別小学校の分校として497名の児童が移動。
  - 4月1日 - 紋別町立潮見小学校として独立開校。
- 1952年（昭和27年）12月5日 - 開校式並びに屋体落成式を挙行。
- 1954年（昭和29年）7月1日 - 町村合併による紋別町の市制施行により、紋別市立潮見小学校と改称。
- 1955年（昭和30年）10月8日 - 開校5周年記念式挙行。校歌・校旗・校章制定。なお、校旗は第6回卒業生が寄贈し、校章は西野栄一氏（元紋別小教諭）が製作した。
- 1959年（昭和34年）9月27日 - 開校10周年記念式典挙行。
- 1960年（昭和35年）4月13日 - 完全給食開始。
- 1961年（昭和36年）9月17日 - 台風18号により、校舎屋根飛散やトタン脱落、ガラス破損の被害が出た。
- 1965年（昭和40年）9月9日 - プール完成（13日プール開き）。
- 1970年（昭和45年）9月5日 - 開校20周年記念式典挙行、祝賀会開催（潮見中と合同）。
- 1980年（昭和55年）
  - 10月12日 - 開校30周年記念式典挙行。
  - 10月21日 - 校舎新築工事開始。
- 1983年（昭和58年）
  - 4月1日 - 紋別市潮見地区共同調理場発足。
  - 6月19日 - 新校舎落成記念式典挙行、祝賀会開催。
- 1989年（平成元年）10月3日 - 相撲土俵完成。
- 1990年（平成2年）10月28日 - 開校40周年記念式典挙行、祝賀会開催。
- 2000年（平成12年）9月23日 - 開校50周年記念式典挙行、祝賀会開催。
- 2003年（平成15年）8月22日 - コンピュータ導入（21台）。
- 2005年（平成17年）7月 - 水泳授業を紋別市健康プール「ステア」で実施し、その代わりに自校プールを廃止。
- 2008年（平成20年）9月 - グラウンド整備と校舎配管整備実施。
- 2010年（平成22年）
  - 3月 - パソコン教室工事完了し、PC42台とデジタルテレビ18台設置。
  - 10月9日 - 開校60周年記念植樹祭を行う。
- 2014年（平成26年）3月 - 校舎耐震防水工事実施。パソコン教室のPCを更新。
- 2016年（平成28年）10月 - バックネット更新。
- 2017年（平成29年）3月 - 潮見地区共同調理場閉鎖。
- 2019年（令和元年）7月 - 鉄棒5台が更新整備される。
- 2021年（令和3年）2月19日 - 開校70周年記念式典挙行（贈呈式）。

### この節の出典
- 潮見小学校沿革(潮見小学校ホームページ内)

## 学区
- こちらのサイトを参照

## 周辺
- 潮見第1号（うしお）公園 - 敷地が隣接
- 広域紋別病院
- ツルハドラッグ広域紋別病院前店
- 潮見町内会館

## アクセス
- 北紋バス北循環バス「潮見小学校（潮見町）」バス停下車。